# La conquista de Plassans

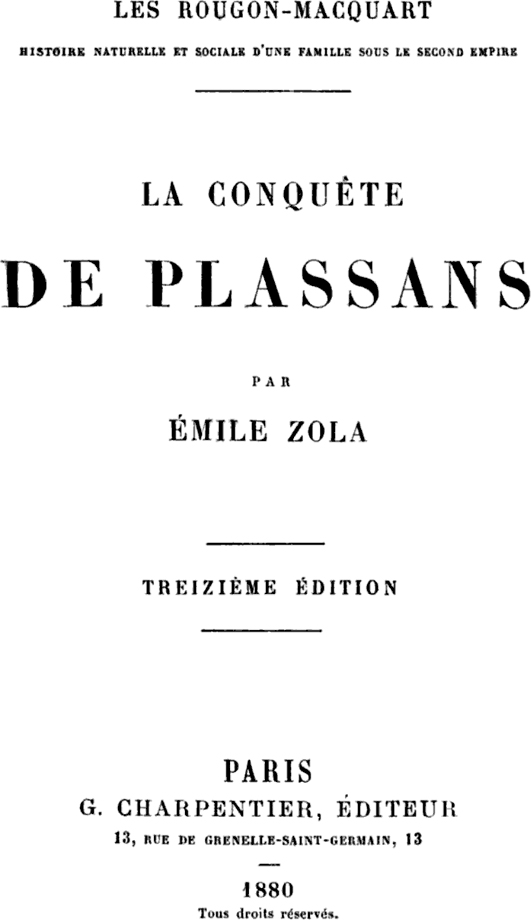
Edición de 1880.

La Conquista de Plassans (La Conquête de Plassans) es la cuarta novela de los veinte volúmenes que escribió Émile Zola dentro de la serie Les Rougon-Macquart. Se publicó en 1874.  
En esta novela, la acción regresa a Plassans, y se narra la llegada a la ciudad del Padre Faujas, que se alojará por recomendación del padre Bourrette en casa de Marthe Rougon y François Mouret, primos hermanos y perteneciente el último a una rama bastarda de la familia. En torno al padre Faujas se crea una trama en la que toman parte diferentes tendencias políticas, tanto civiles como religiosas, con el aparente desinterés del citado religioso, que acabará trágicamente junto a François Mouret.